# Philosepedon pyrenaicus
Philosepedon pyrenaicus är en tvåvingeart som beskrevs av Vaillant 1974. Philosepedon pyrenaicus ingår i släktet Philosepedon och familjen fjärilsmyggor. Inga underarter finns listade i Catalogue of Life.